# Guidobaldo Bonarelli
Pour les articles homonymes, voir Bonarelli.
Guidubaldo Bonarelli
Guidobaldo Bonarelli ou Guidubaldo Bonarelli, né le 25 décembre 1563 à Pesaro et mort le 8 janvier 1608 à Fano, est un poète et dramaturge italien, auteur d’une pastorale, Filli di Sciro, généralement placée aussi haut que l’Aminta du Tasse et le Pastor Fido de Guarini et le frère de l’homme de lettres Prospero Bonarelli della Rovere.

## Biographie
D’une famille noble d’Ancône, Guidobaldo Bonarelli nait à Urbin, le 25 décembre 1565. Le comte Bonarelli, son père, qui était dans la plus grande faveur auprès du duc Guidobaldo II della Rovere, lui donna ce nom, comme à un enfant né sous l’immédiate protection de ce duc. Le jeune Guidubaldo soutient dès l’âge de douze ans une thèse de philosophie et son père l’envoie terminer ses études en France suivant le cours de théologie à Pont-à-Mousson. À Paris le Collège de Sorbonne lui offre à  dix-neuf ans une chaire de philosophie qu'il refuse afin de retourner en Italie. Après la mort de son père, il est attaché pendant cinq ans au duc de Ferrare, Alphonse. Après la mort de ce duc, il s’attache à celui de Modène, chargé de plusieurs ambassades, dont une en France, auprès du roi Henri-le-Grand. À Ferrare il fait partie  sous le nom de l’Aggiuntodes premiers fondateurs de l’académie des Intrepidi. Souffrant de la goutte il est appelé à Rome par le cardinal Hippolyte d'Este, qui le nomme premier majordome. En arrivant à Fano touché par une forte fièvre, il meurt après soixante jours de maladie, le 8 janvier 1608. Giambattista Marino, dans un sonnet composé à l’occasion de la mort, lui rend hommage et écrit un prologue pour la Filli.

## LaFilli di Sciro

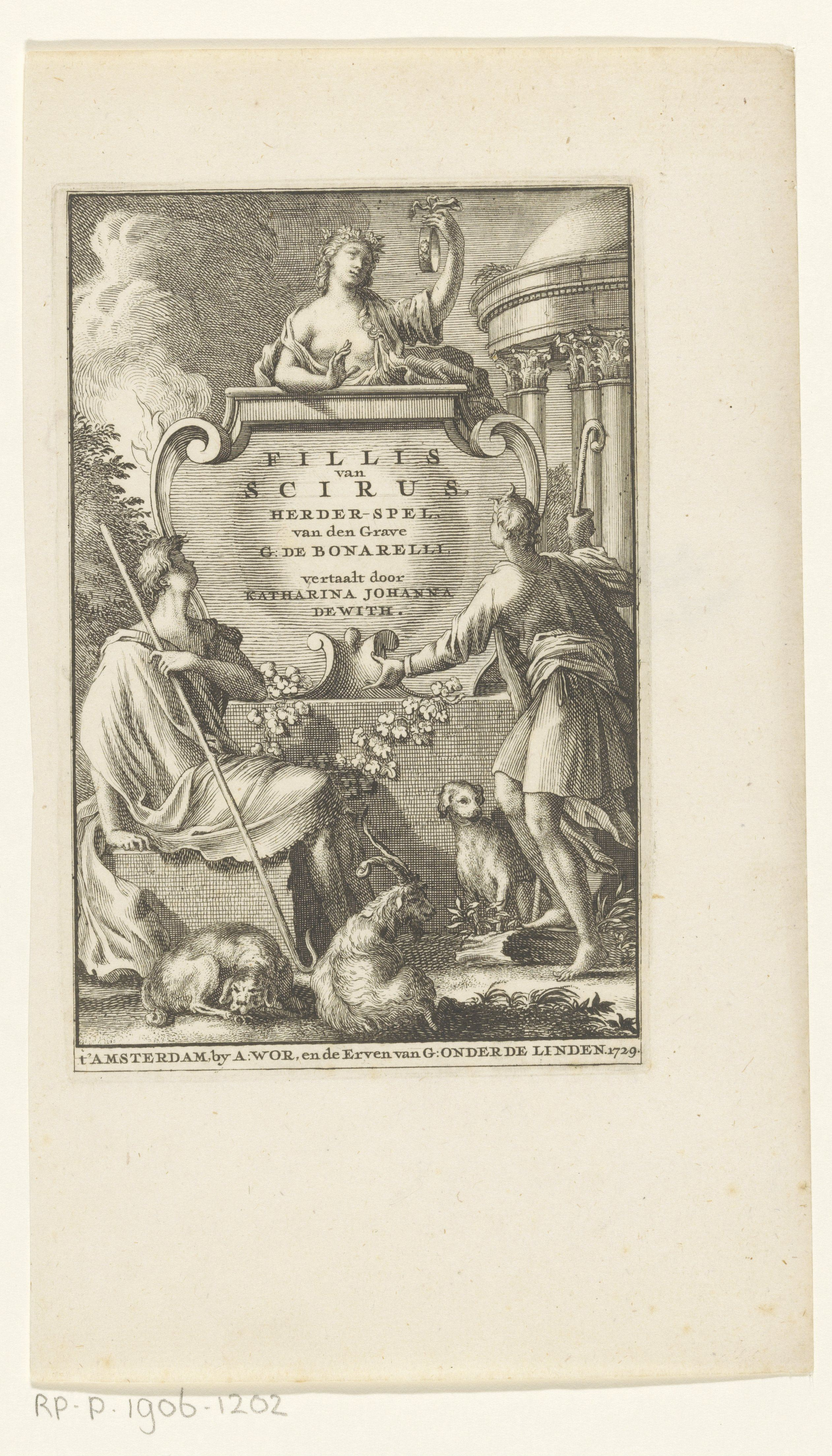
La Filli di Sciro dans la traduction néerlandais par Katharina Johanna de With, Amsterdam, 1728.

La Filli di Sciro, favola pastorale (Philis de Sciros, et non pas, comme dans nos vieilles traductions, Fillis de Scire), fut imprimée pour la première fois à Ferrare, avec figures, 1607, in-4°, et la même année in-12; réimprimée ensuite presque autant de fois que l’Aminta et le Pastor fido, pièces après lesquelles elle est immédiatement placée. La plus jolie édition est peut être celle d’Elzévir, Amsterdam, 1678, in-24, avec figures de Leclerc; mais la plus précieuse et la plus rare est la première. Elle fut donnée par les académiciens Intrepidi de Ferrare, qui avaient représenté la pièce avec magnificence et avec un grand succès sur le théâtre de San-Lorenzo. L’auteur n’ayant jamais fait d’autre ouvrage, et n’étant connu que par sa capacité dans les affaires, et par l’amabilité de son esprit, la surprise contribua peut-être d’abord au succès de sa pièce. A l’examen, on y trouva des défauts, et elle éprouva des critiques fort vives. Elles roulaient principalement sur le rôle de Celia, qui est amoureuse de deux bergers en même temps, et qui, ne pouvant se guérir ni de l’un ni de l’autre amour, veut se tuer de désespoir. Bonarelli répondit à ces critiques par des discours extrêmement travaillés qu’il prononça publiquement dans l’académie. Le soin avec lequel ils sont écrits, les matières philosophiques, et les questions abstraites sur l’amour qui y sont traitées, firent penser que l’auteur avait commis exprès cette faute, et en avait d’avance préparé l’apologie. Ces Discorsi in difesa del doppio amor della sua Celia furent imprimés d’abord à Ancône, 1612, in-4°, par les soins des académiciens de Ferrare ; ils furent ensuite joints, dans plusieurs éditions, à la Filli di Sciro, notamment dans celle de Mantoue, 1703, in-12, avec la vie de l’auteur, par François Ronconi. Lorenzo Crasso, dans l’éloge de Bonarelli, lui attribue des Discours académiques imprimés, mais sans citer ni date ni lieu d’impression. Ce n’est probablement autre chose que les discours pour la défense de Célie. Charles de Vion d'Alibray donnera en 1651 une traduction des Discourses de Bonarelli sur la Filli di Sciro : L’amour divisé, discours académique où il est prouvé qu’on peut aimer plusieurs personnes en même temps (1654),. Nous avons en français plusieurs traductions de cette pastorale : la première, en prose, par un anonyme, Toulouse, 1624, in-8° ; la seconde, en vers, par Simon Du Cros, de Pézénas, Paris, 1630, in-12 ; et 1647, avec beaucoup de corrections et de changements; la troisième, par Pichou de Dijon, 1631 ; la quatrième, aussi en vers, par l’abbé de Torches, Paris, 1669, in-12; enfin la cinquième, en prose, par Dubois de St-Gelais, secrétaire de l’académie de peinture, Bruxelles, 1707, 2 vol. petit in-12, fig., avec la traduction des discours de Bonarelli pour la défense du double amour.

## Œuvres traduites en français
- Fillis de Scire, comédie pastorale, avec un prologue du cavalier Marini, traduite de l’italien, Tolosa, Raymond Colomiez, 1624.
- Guidobaldo Bonarelli (trad. Simon Du Cros), La Fillis de Scire, Paris, Sommaville, 1630 (réimpr. 1647) (lire en ligne).
- La Filis de Scire, comédie pastorale tirée de l’italien par le sieur Pichou, Paris, Targa, 1631.
- L’amour divisé, discours académique où il est prouvé qu’on peut aimer plusieurs personnes en mesme temps, également et parfaitement . . .  (trad. Charles de Vion d'Alibray), Paris, Antoine de Sommaville, 1653 (réimpr. 1661).
- La Philis de Scire, pastorale du comte Bonnarelli nouvellement traduite en vers françois par l'abbé de Torche avec l'italien à costé, Paris, J. Ribou, 1669 (lire en ligne).
- La Philis de Scire, traduite avec la dissertation de l’auteur sur la double amour de Célie, par M. (Dubois de Saint-Gelais), Bruxelles, Ant. Claudinot, 1707.